# Строитель (мини-футбольный клуб, Новоуральск)
МФК «Строитель» — мини-футбольный клуб из Новоуральска, существовавший в 1991—2003 годах, большую часть из которых он провёл в элите российского мини-футбола. Высшее достижение в чемпионатах страны — бронза чемпионата СНГ 1992 года.

## История
Мини-футбольный «Строитель» был создан в 1991 году. Его название связано с тем, что главным спонсором команды было Среднеуральское управление строительства. Вскоре команда сумела получить право на участие в чемпионате СНГ 1992 года, где её игроки совершили сенсацию, выиграв бронзовые медали турнира. Главной фигурой как этого успеха, так и всей истории команды был Владимир Бурлако. По итогам «бронзового» сезона он стал вторым бомбардиром чемпионата, впоследствии, хоть «Строитель» уже и не претендовал на высокие места, он по-прежнему оставался в числе лучших бомбардиров первенства. Также он на протяжении нескольких лет являлся главным тренером команды.
Другой важной фигурой в истории новоуральского клуба является вратарь сборной России Олег Калашников, ездивший на чемпионат мира 1992 года.
Начиная с 1995 года результаты «Строителя» ухудшались. В 2000 году он покинул Высшую лигу, а три года спустя и вовсе прекратил существование.

## Выступления в чемпионатах России
| Сезон     | Лига                | Занятое Место |
| --------- | ------------------- | ------------- |
| 1992      | Высшая лига СНГ (I) | 3             |
| 1992-1993 | Высшая лига (I)     | 7             |
| 1993-1994 | Высшая лига (I)     | 7             |
| 1994-1995 | Высшая лига (I)     | 6             |
| 1995-1996 | Высшая лига (I)     | 11            |
| 1996-1997 | Высшая лига (I)     | 11            |
| 1997-1998 | Высшая лига (I)     | 13            |
| 1998-1999 | Высшая лига (I)     | 13            |
| 1999-2000 | Высшая лига (I)     | 15            |
| 2000-2001 | Первая лига (II)    | 7             |
| 2001-2002 | Первая лига (II)    | 9             |
| 2002-2003 | Первая лига (II)    | 12            |